# 소택

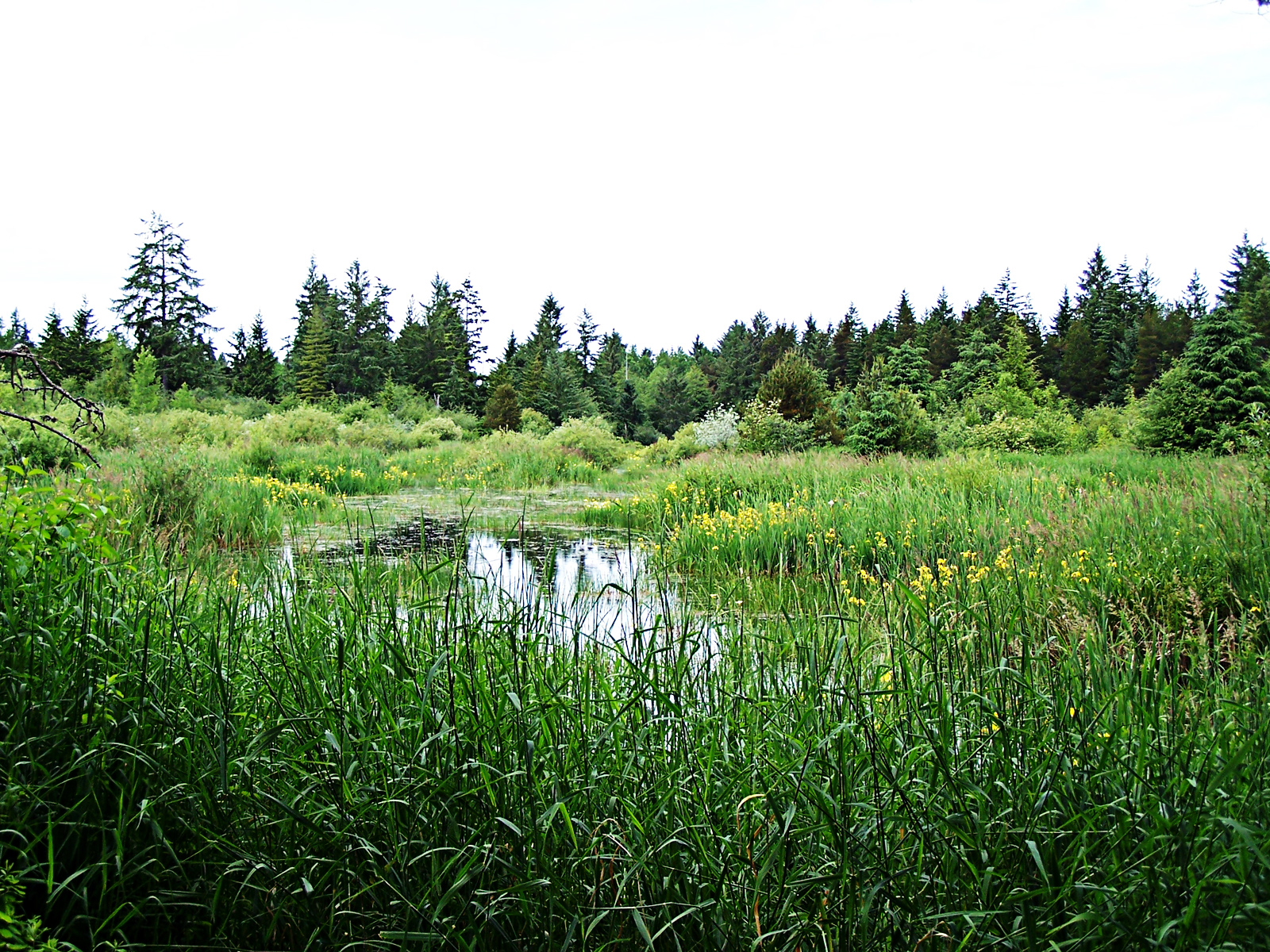
소택지

소택(沼澤, marsh) 또는 소택지, 저습지(低濕地, morass)는 지리학 및 생태학에서 습지의 한 유형을 말한다. 일반적으로 물이 얕으며 꼴풀, 골풀, 갈대, 부들, 사초 등 풀들이 무성히 자라고 나무식물은 주로 키가 작은 관목이 많다. 소택은 늪과는 다른데, 일반적으로 늪이 소택보다 물이 깊고 그 양도 많다.